# Перлы моего отца
«Перлы моего отца» или «Бред, который несет мой отец» (англ. $h*! My Dad Says) — американский комедийный телевизионный сериал производства Warner Bros. Television, выходивший на телеканале CBS. Основан на Twitter-блоге, созданном Джастином Халперном и содержащем цитаты его отца Сэма, который впоследствии превратился в бестселлер.
Сериал получил крайне негативные отзывы от критиков и был закрыт после одного сезона из-за низких рейтингов.

## Сюжет
Эд Гудсон — бескомпромиссный старый вояка, имеющий свою точку зрения на все вещи, и он не боится её высказывать, в основном, в неполиткорректных выражениях. Сюжет сериала разворачивается между стараниями Эда стать хорошим отцом своим сыновьям, Генри и Винсу, и его неприятием общепринятых моральных норм.

## Персонажи

### Главные
- Доктор Эдисон Милфорд «Эд» Гудсон III[6] (Уильям Шетнер) — 72-летний[7] бывший военно-морской врач, трижды разведён. Любит шутить про проституток и Вьетнам. Занимается садоводством. Имеет двух сыновей от разных жен. Работает в местном госпитале 3 дня в месяц, чтобы не отобрали лицензию[8]. Водит Chevrolet Impala бордового цвета[8][9]. Обожает собаку Винса и Бонни.

- Генри Гудсон (Джонатан Садовский) — 27-летний[10] сын Эда, не очень успешный журналист и блогер. Родители развелись, когда ему было 5[6].

- Винс Гудсон (Уилл Сассо) — старший сын Эда. Настоящее имя — Кэрол (отец так его назвал, потому что проспорил)[11]. Работает риелтором.

- Бонни Гудсон (Николь Салливан) — жена Винса. Работает вместе с Винсом риелтором.

### Второстепенные
- Тим (Тим Бэгли) — горничная Гудсонов. Гомосексуал. Работал в автошколе, откуда его уволили из-за того, что он помог Эду с тестом. Затем работал официантом в закусочной англ. Hotcake Corral[12], откуда его так же уволили из-за Эда. Тогда Эд пригласил его работать к себе горничной. Поет в гей-хоре[13].

- Розмари Пернуорт (Джин Смарт) — соседка Эда. Вице-президент ассоциации домовладельцев, не ставшая президентом, так как эту должность занял Эд.[14][15]

## Приглашённые звёзды
- Винсент Вентреска в роли известного риелтора Самсона (1 сезон 6 серия).
- Мисси Пайл в роли начальницы Винса и Бонни Кэтти Палмер (1 сезон 7 и 16 серии).
- Сибилл Шеперд в роли гуру-мотиватора Шарлотты Энн Робинсон (1 сезон 9 серия).
- Тила Текила в роли Тинг-Тинг (1 сезон 15 серия).
- Камилль Грэммер в роли самой себя (1 сезон 18 серия).

## Список серий
| # | По счёту | Название                                                | Дата премьеры    | Код серии |
| --- | -------- | ------------------------------------------------------- | ---------------- | --------- |
| 1 | 1        | «Pilot» Пилот                                           | 23 сентября 2010 | 2J5651    |
| Журналиста Генри увольняют с работы, в результате чего он не может платить за аренду. Тогда он решается попросить денег у бескомпромиссного отца, которого не видел 2 года. Его брат Винс с женой Бонни поддерживают его в этом.            |          |                                                         |                  |           |
| 2 | 2        | «Wi-Fight» Битва за интернет                            | 30 сентября 2010 | 2J5652    |
| Генри живёт у своего отца, но для счастья ему не хватает лишь одного — интернета. Но Эд категорически против, т.к. не любит перемен и считает, что прогресс развращает. У Бонни появилась сыпь, а Винсу мерещатся спагетти с фрикадельками. |          |                                                         |                  |           |
| 3 | 3        | «The Truth About Dads & Moms» Правда об отцах и матерях | 7 октября 2010   | 2J5653    |
| Генри винит отца, в том что его мать до сих пор не счастлива, потому что он изменил ей 22 года назад. Бонни приглашают дать интервью. |          |                                                         |                  |           |
| 4 | 4        | «Code Ed» Код Эд                                        | 14 октября 2010  | 2J5654    |
| Генри приглашает девушку на свидание, она соглашается при условии, что его отец пойдёт с ними на двойное свидание с её тётей, служившей на флоте. Винс и Бонни пытаются найти детскую фотографию Винса, на которой он улыбается.            |          |                                                         |                  |           |
| 5 | 5        | «Not Without My Jacket» Моя любимая жилетка             | 21 октября 2010  | 2J5655    |
| Эд пытается научить Генри своим правилам, одно из которых — не брать вещи без спросу. Но сам же нарушает его, отдав куртку Генри его другу. Винс узнает о предыдущих отношениях Бонни.                                                      |          |                                                         |                  |           |
| 6 | 6        | «Easy, Writer» Полегче, писака                          | 28 октября 2010  | 2J5657    |
| Генри идёт на собеседование. Редактор предлагает ему написать статью о своём отце Эде. Винс и Бонни знакомятся с известными риелторами элитной недвижимости.                                                                                |          |                                                         |                  |           |
| 7 | 7        | «Dog Ed Pursuit» Собачья страсть Эда                    | 4 ноября 2010    | 2J5658    |
| Генри идёт на свидание с начальницей Винса и Бонни. Эда просят посидеть с их собакой. |          |                                                         |                  |           |
| 8 | 8        | «The Manly Thing to Do» Мужчина в доме                  | 11 ноября 2010   | 2J5659    |
| К Эду приезжает его старый друг и командир, и он устраивает вечеринку для бывших сослуживцев. Генри из-за этого на время переезжает к Винсу и Бонни.                                                                                        |          |                                                         |                  |           |
| 9 | 9        | «Make a Wish» Загадай желание                           | 18 ноября 2010   | 2J5660    |
| Винс и Бонни поддались влиянию семинара по улучшению жизни и уволились с работы, чтобы начать свой бизнес. Генри пишет про это статью. |          |                                                         |                  |           |
| 10 | 10       | «You Can't Handle the Truce» Мир, дружба, кукуруза      | 9 декабря 2010   | 2J5656    |
| Эд воюет со своим соседом из-за сарая, и Генри решает помирить их. Бонни не может забеременеть, и они с Винсом решают завести собаку. |          |                                                         |                  |           |
| 11 | 11       | «Family Dinner for Schmucks» Семейный ужин для лохов    | 16 декабря 2010  | 2J5661    |
| Бонни с Винсом временно переезжают к Эду. Бонни старается собрать всю семью за одним столом. Эд знакомится в госпитале с преуспевающим врачом, ровесником Генри.                                                                            |          |                                                         |                  |           |
| 12 | 12       | «Goodson Goes Deep» Гудсон идет до конца                | 6 января 2011    | 2J5662    |
| Бонни с Винсом пытаются зачать ребёнка. Эд заказал бейсбольный мяч у друга-торговца спортивных товаров, но тот продал его в 4 раза дороже другому покупателю. Эд не собирается отдавать свой мяч.                                           |          |                                                         |                  |           |
| 13 | 13       | «The Better Father» Никудышний отец                     | 13 января 2011   | 2J5663    |
| Бонни и Винс узнают, что священник, обвенчавший их, был фальшивым, и, следовательно, они не женаты. Тогда они решают сыграть свадьбу заново и пригласить на неё отца Бонни — заядлого картёжника.                                           |          |                                                         |                  |           |
| 14 | 14       | «Corn Star» "Зернышко" для Эда Гудсона                  | 20 января 2011   | 2J5664    |
| Соседка Эда пытается заставить его укоротить его кукурузу, которая выросла выше забора. А у Генри в это же время намечается интервью с телеведущей Соледад Чо из секс-списка Винса.                                                         |          |                                                         |                  |           |
| 15 | 15       | «Ed Goes to Court» Эд идет в наступление                | 27 января 2011   | 2J5665    |
| Эда избрали новым президентом местной ассоциации домовладельцев и пытается закрутить роман с его вице-президентом. А Генри с Винсом спорят из-за усов.                                                                                      |          |                                                         |                  |           |
| 16 | 16       | «Well Suitored» Единственный поклонник                  | 3 февраля 2011   | 2J5666    |
| Эд ревнует Розмари к её новому ухажёру-миллионеру. А бывшая начальница Винса и Бонни предлагает им свою яйцеклетку. И перед ними встаёт сложный вопрос.                                                                                     |          |                                                         |                  |           |
| 17 | 17       | «Lock and Load» Заряжай и стреляй                       | 10 февраля 2011  | 2J5667    |
| Недалеко от Гудсонов начались кражи. Розмари уговаривает Эда, который пытается с ней переспать, убрать ружье из дома. А Винс и Бонни идут в клинику по искусственному оплодотворению.                                                       |          |                                                         |                  |           |
| 18 | 18       | «Who's Your Daddy?» Кто твой папочка?                   | 17 февраля 2011  | 2J5666    |
| Генри через интернет знакомится с девушкой, которая прочитав его статью, хочет познакомиться с Эдом. А Бонни и Винс попадают в реалити-шоу.                                                                                                 |          |                                                         |                  |           |

## Награды и номинации
| Год  | Премия       | Категория                          | Получатель | Результат |
| ---- | ------------ | ---------------------------------- | ---------- | --------- |
| 2011 | Выбор народа | Лучшая новая телевизионная комедия |            | Победа    |